# 위저보드

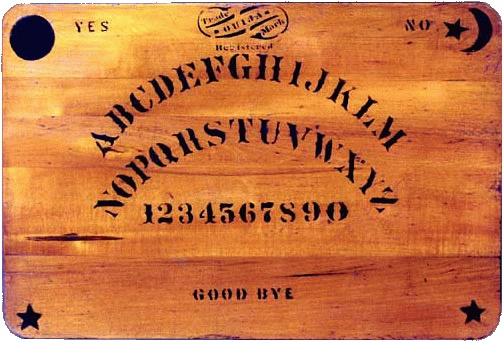
위저보드

위저보드 또는 위치보드(영어: Ouija board or witch board)는 1892년에 파커 브라더스가 운세 게임 용품으로 출시한 상품으로, 위저는 프랑스어로 "예"를 의미하는 Oui와 독일어에서 "예"를 의미하는 ja를 합친 단어이다. 19세기 중반에 시작한 심령주의가 기원이다. 당시 사람들의 사후 영혼과 대화하기 위해 진자와 자동 필기 등의 기술을 이용했다.

## 같이 보기
- 외계인 손 증후군
- 양원제 (심리학)